# Léon Taerea
Léon Taerea, né en 1951 à Punaauia sur l'île de Tahiti et mort le 19 juin 2008 à Punaauia, est un artiste peintre, dessinateur de bande dessinée, illustrateur, journaliste et militant écologiste français, défenseur de la vallée de la Punaruu.

## Biographie
Léon Taerea exerce longtemps le métier de professeur de dessin au Centre des Métiers d’Art de Papeete. Il est également porteur d’oranges et chasseur.
Il est également artiste et vit de son art. Il peint de grandes encres de Chine très détaillées ainsi que des peintures acryliques colorées. Ses œuvres sont souvent inspirées de légendes et de motifs polynésiens ainsi que de son goût pour la nature. Il est également influencé par l'esthétique du magazine Métal Hurlant.
Dessinateur engagé, il se moque dans ses bandes dessinées des militaires et des essais nucléaires. Il devient journaliste et crée son propre journal, Télécocotier, qu'il anime durant cinq ans.
En 1988 il réalise un film de 25 minutes, Les Oranges sauvages de Tahiti, qui présente les hauts plateaux du mont Tamanu, pour la protection duquel il œuvre beaucoup au cours de sa vie.
Léon Taerea décède d'un malaise en descendant du plateau de Tamanu en 2008.

## Hommages et postérité
Ses œuvres sont aujourd'hui étudiées dans les collèges en Polynésie française.
En octobre 2008, le Musée de Tahiti et des Îles lui rend hommage en présentant ses toiles, ses dessins à l’encre de Chine, ses films, ainsi que ses ouvrages.
Quelques mois après son décès se tient une représentation de « Moemoea », spectacle monté en hommage à ses créations par Manouche Lehartel, Marion Fayn, Annie Fayn, Mylène Raveino, le Ballet Coïnsidanse, le Groupe Toa Reva et la Maison de la Culture de Tahiti dans le cadre des célébrations de Matari’i i ni’a, le retour de l'abondance.
Le montage de ce spectacle a fait l'objet d'un documentaire de 52 minutes réalisé par Jacques Navarro-Rovira, Fa'aheimoe - L'Encre et le Geste, diffusé en 2010 au Festival International du Film Océanien (FIFO) puis à la télévision sur Polynésie La Première.